# Сезон жіночої збірної України з волейболу 2010
У травні 2010 року українська збірна розпочала відбірковий турнір на чемпіонат Європи з другого етапу. Змагання у групі С проходило в містах Сєвєродонецьк (Україна) і Шеффілд (Велика Британія). Переможцем групи стала команда України, яка здобула п'ять перемог у шести іграх.
Таблиця
| № | Збірна          | 1       | 2       | 3       | 4       | Ігри | В | П | С/П   | Очки |
| - | --------------- | ------- | ------- | ------- | ------- | ---- | - | - | ----- | ---- |
| 1 | Україна         |         | 3:1 3:2 | 3:1 2:3 | 3:0     | 6    | 5 | 1 | 17:7  | 11   |
| 2 | Ізраїль         | 1:3 2:3 |         | 3:2 3:0 | 3:0 3:1 | 6    | 4 | 2 | 15:9  | 10   |
| 3 | Словаччина      | 1:3 3:2 | 2:3 0:3 |         | 3:0 3:2 | 6    | 3 | 3 | 12:13 | 9    |
| 4 | Велика Британія | 0:3     | 0:3 1:3 | 0:3 2:3 |         | 6    | 0 | 6 | 3:18  | 6    |

Матчі
Ігри першого туру пройшли в Сєвєродонецьку.
| Дата      | Час |         | Рахунок |                 | Сет 1 | Сет 2 | Сет 3 | Сет 4 | Сет 5 | Всього | Звіт |
| --------- | --- | ------- | ------- | --------------- | ----- | ----- | ----- | ----- | ----- | ------ | ---- |
| 21 травня |     | Україна | 3–0     | Велика Британія | 25–22 | 25–9  | 25–18 |       |       | 75–49  |      |
| 22 травня |     | Україна | 3–1     | Ізраїль         | 25–18 | 25–13 | 18–25 | 25–18 |       | 93–74  |      |
| 23 травня |     | Україна | 3–1     | Словаччина      | 25–20 | 25–14 | 25–27 | 25–22 |       | 100–83 |      |

Ігри другого туру пройшли в Шеффілді.
| Дата      | Час |         | Рахунок |                 | Сет 1 | Сет 2 | Сет 3 | Сет 4 | Сет 5 | Всього  | Звіт |
| --------- | --- | ------- | ------- | --------------- | ----- | ----- | ----- | ----- | ----- | ------- | ---- |
| 28 травня |     | Україна | 3–2     | Ізраїль         | 26–24 | 25–18 | 27–29 | 13–25 | 15–10 | 106–106 |      |
| 29 травня |     | Україна | 2–3     | Словаччина      | 25–21 | 20–25 | 25–23 | 20–25 | 11–15 | 101–109 |      |
| 30 травня |     | Україна | 3–0     | Велика Британія | 25–10 | 25–18 | 25–15 |       |       | 75–43   |      |

Склад
| N° | Волейболістка      | Позиція               | Ігри | Сети | Очки | Ср.  | Примітки |
| -- | ------------------ | --------------------- | ---- | ---- | ---- | ---- | -------- |
|    | Інна Молодцова     | центральний блокуючий | 6    | 24   | 106  | 4,42 |          |
|    | Тетяна Козлова     | догравальний          | 6    | 24   | 87   | 3,62 |          |
|    | Марина Захожа      | діагональний          | 6    | 24   | 86   | 3,58 |          |
|    | Надія Кодола       | догравальний          | 6    | 24   | 60   | 2,5  |          |
|    | Наталія Чернецька  | центральний блокуючий | 6    | 24   | 51   | 2,12 |          |
|    | Ірина Комісарова   | пасуючий              | 6    | 24   | 27   | 1,12 |          |
|    | Анна Довгополюк    | догравальний          | 3    | 6    | 7    | 1,17 |          |
|    | Аріна Бахрамова    | ліберо                | 6    | 18   | 1    | 0,06 |          |
|    | Тетяна Мандражеєва | пасуючий              |      |      |      |      |          |
|    | Христина Дєжкіна   | ліберо                |      |      |      |      |          |
|    | Катерина Кулик     | догравальний          |      |      |      |      |          |